# Matrículas automovilísticas de la República Árabe Saharaui Democrática
La República Saharaui requiere que sus residentes registren sus vehículos de motor y muestren las placas de matrícula de los vehículos.

## Formato

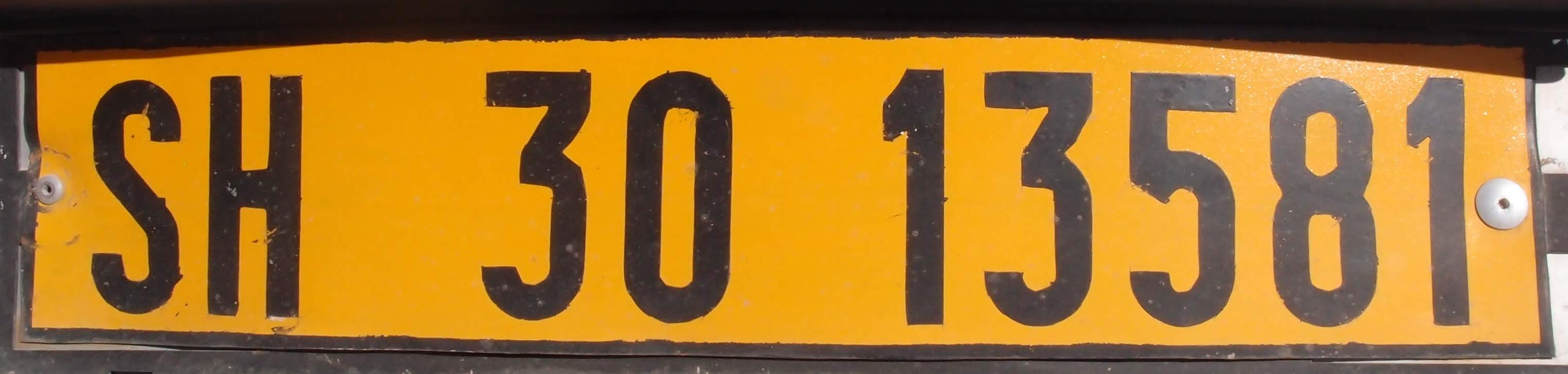
Matrícula privada saharaui

Los coches saharauis están marcados con las siguientes placas de matrícula:
Las placas de matrícula regulares tienen el formato SH-12-34567 y son amarillas con caracteres negros. Fueron implementadas en 1976.
| SH 12 34567 |

Las placas de matrícula usadas por el gobierno tienen el formato GSH-12-34567 y son verde con caracteres negros. También fueron implementadas en 1976.
| GSH 12 34567 |

## Historia
Antes de 1976 se usaban las placas de matrícula españolas. El sistema provincial numérico asignaba al entonces Sahara español el código provincial SH.
| SH 123456 |

## Matrículas especiales
Las placas de matrícula del Ejército de Liberación Popular Saharaui tienen el formato 123456789 y son blancas con marcas negras y con la bandera saharaui en el lado derecho. Fueron implementadas a partir de 1976.
| 123456789 |

La MINURSO tiene también sus propias placas de matrícula, en uso desde 1991.
| MIN-123 |

## Galería

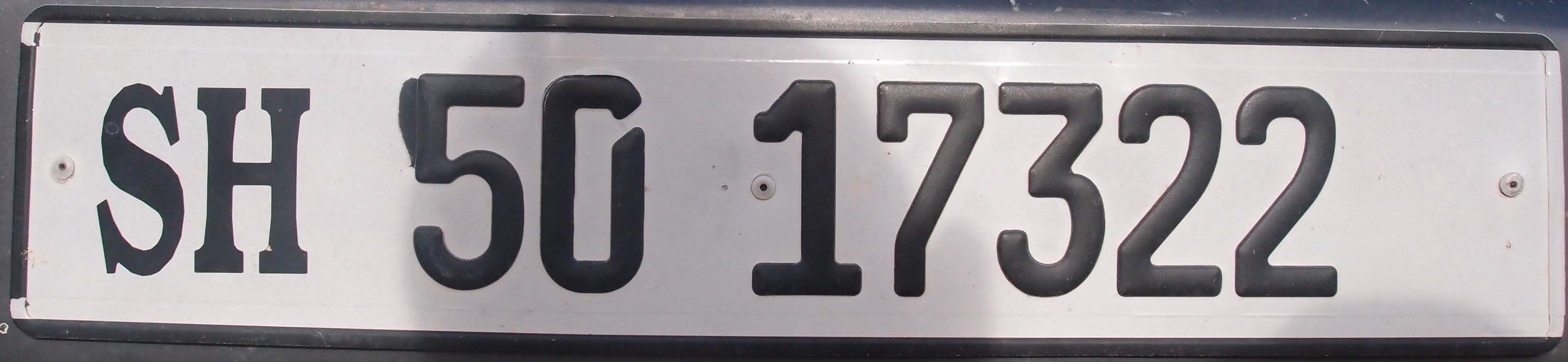
Placa de matrícula privada saharaui
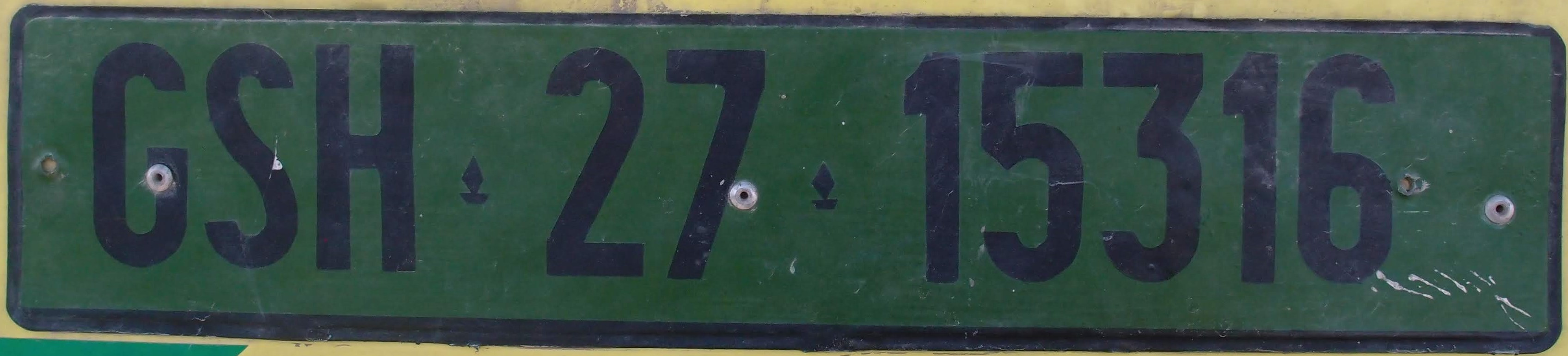
Placa de matrícula del gobierno saharaui
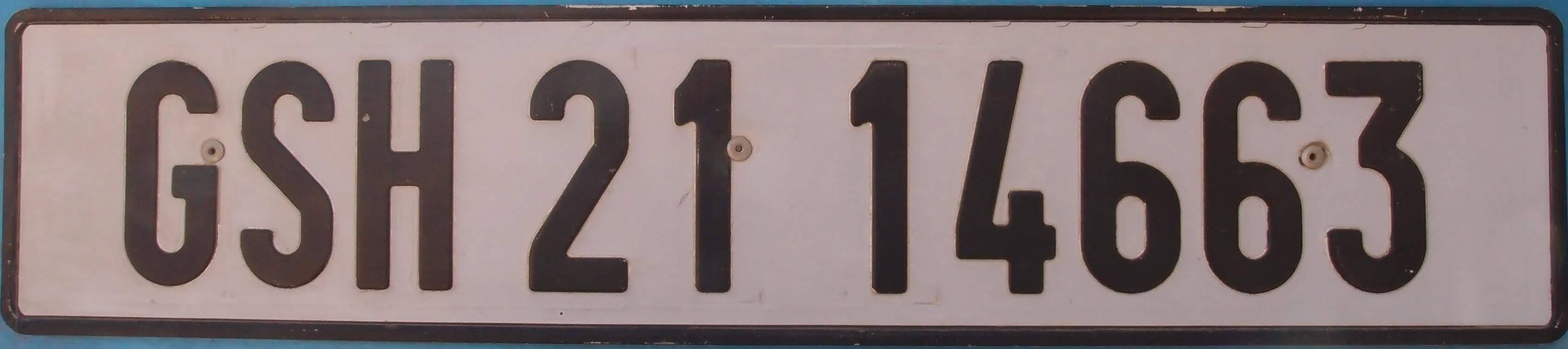
Placa de matrícula del gobierno saharaui
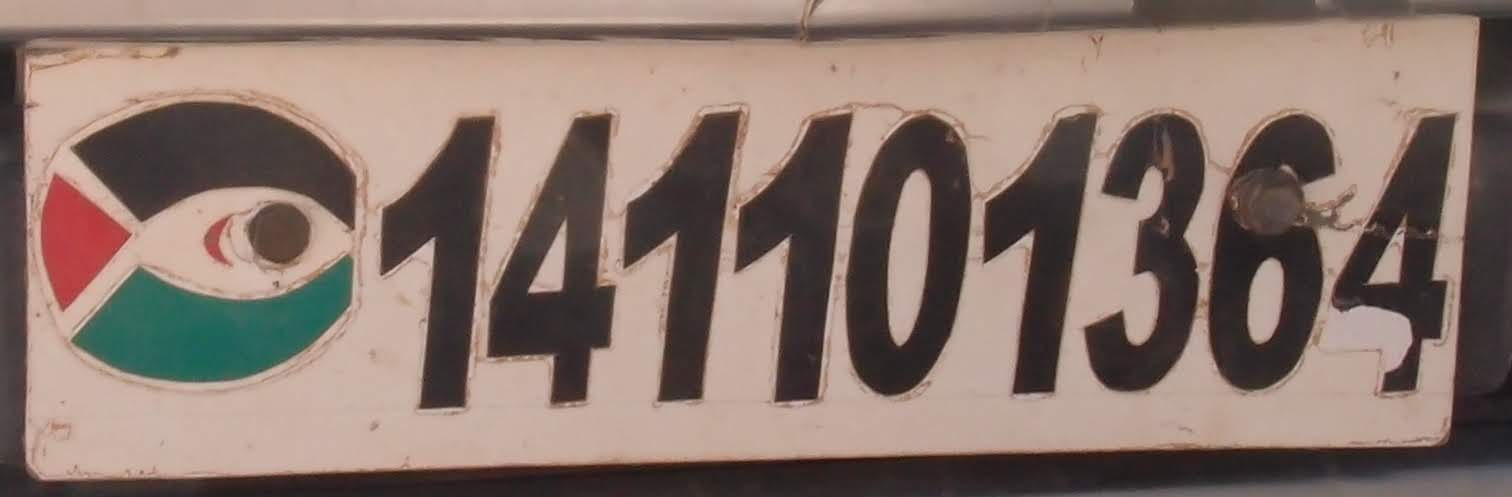
Placa de matrícula del Ejército de Liberación Popular Saharaui